# Mercado Municipal de São Paulo
Mercado Municipal Paulistano, também conhecido como Mercadão, é um importante mercado público localizado no Centro Histórico da cidade de São Paulo. Localiza-se em uma área próxima ao rio Tamanduateí, no bairro Mercado, antiga Várzea do Carmo, entre as ruas Cantareira, Comendador Assad Abdalla e as avenidas Mercúrio e do Estado.
Foi projetado pelo engenheiro Felisberto Ranzini, que também é responsável pelo Teatro Municipal e pela Pinacoteca, e inaugurado em 25 de janeiro de 1933, tendo mais de oito décadas de história, (também aniversário da cidade de São Paulo) para ser um entreposto comercial de atacado e varejo, especializado na comercialização de frutas, verduras, cereais, carnes, temperos e outros produtos alimentícios. Porém, sua primeira função foi a de armazém de pólvora e munições.
O espaço tem 12.600 metros quadrados e abriga mais de 1.500 funcionários que, juntos, movimentam cerca de 350 toneladas de alimentos diariamente em seus mais de 290 boxes. Além disso, recebe semanalmente, cerca de 50 mil pessoas. Os permissionários – lojistas ou comerciantes que tem a permissão de uso do espaço para comercialização dos produtos nos boxes do Mercadão – têm seus interesses representados pela Renome, uma associação de direito privado, constituída por tempo indeterminado e sem fins lucrativos.
Um importante prédio histórico e arquitetônico da cidade, o Mercado Municipal também se destaca hoje como polo cultural e turístico. O edifício passou por restauro em 2004, que incluiu a construção de um mezanino para abrigar restaurantes.

## História

### Origem

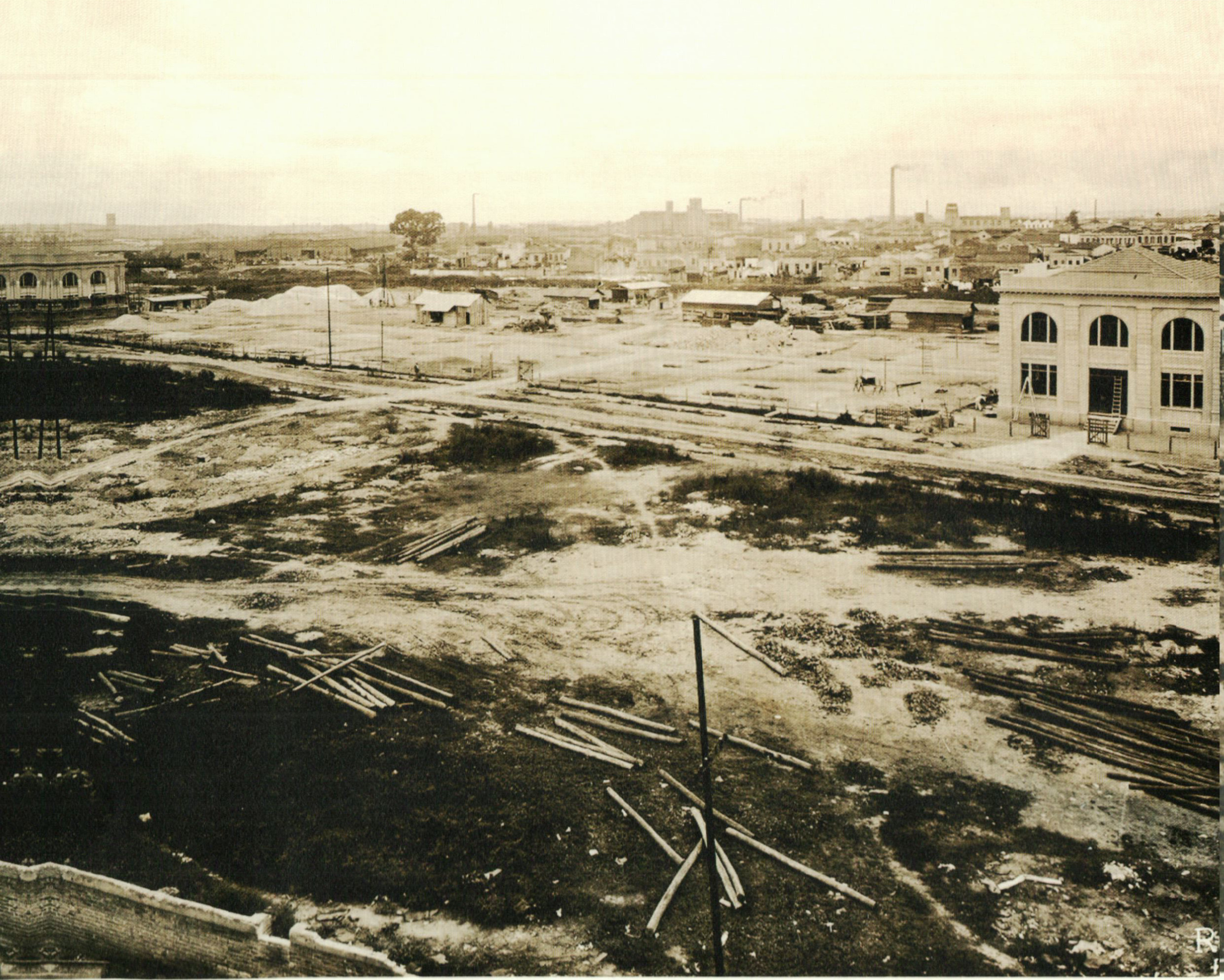
Mercado Municipal sua construção no início do século

O edifício, em estilo eclético, foi projetado em 1925 pelo engenheiro Felisberto Ranzini, funcionário do escritório do renomado arquiteto Francisco de Paula Ramos de Azevedo, sendo o desenho das fachadas de Felisberto Ranzini. Sua construção se deu entre os anos de 1928 e 1933. Trata-se de um representante da arquitetura da "Metrópole do Café" quando a cidade buscava a valorização de suas áreas centrais, associada a uma ideia de modernidade e adequada com o aquecimento econômico proveniente da produção cafeeira. Por outro lado, a construção do Mercado Municipal também se enquadra à adoção de preceitos higienistas que ocorreram entre o início do século XIX até meados do XX. Inspirados em modelos de cidades europeias, e ainda receosos com surtos epidêmicos ocorridos em diversas cidades brasileiras no período, os arquitetos brasileiros apostaram em novos modelos para a edificação de mercados públicos e outros equipamentos de infraestrutura urbana. A inauguração aconteceu em 1933. Assim, sua primeira função foi a de armazém de pólvora e munições. Somente com o fim da Revolução Constitucionalista de 1932 o mercado pôde assumir suas funções, e substituir o Mercado Velho da Rua 25 de Março.

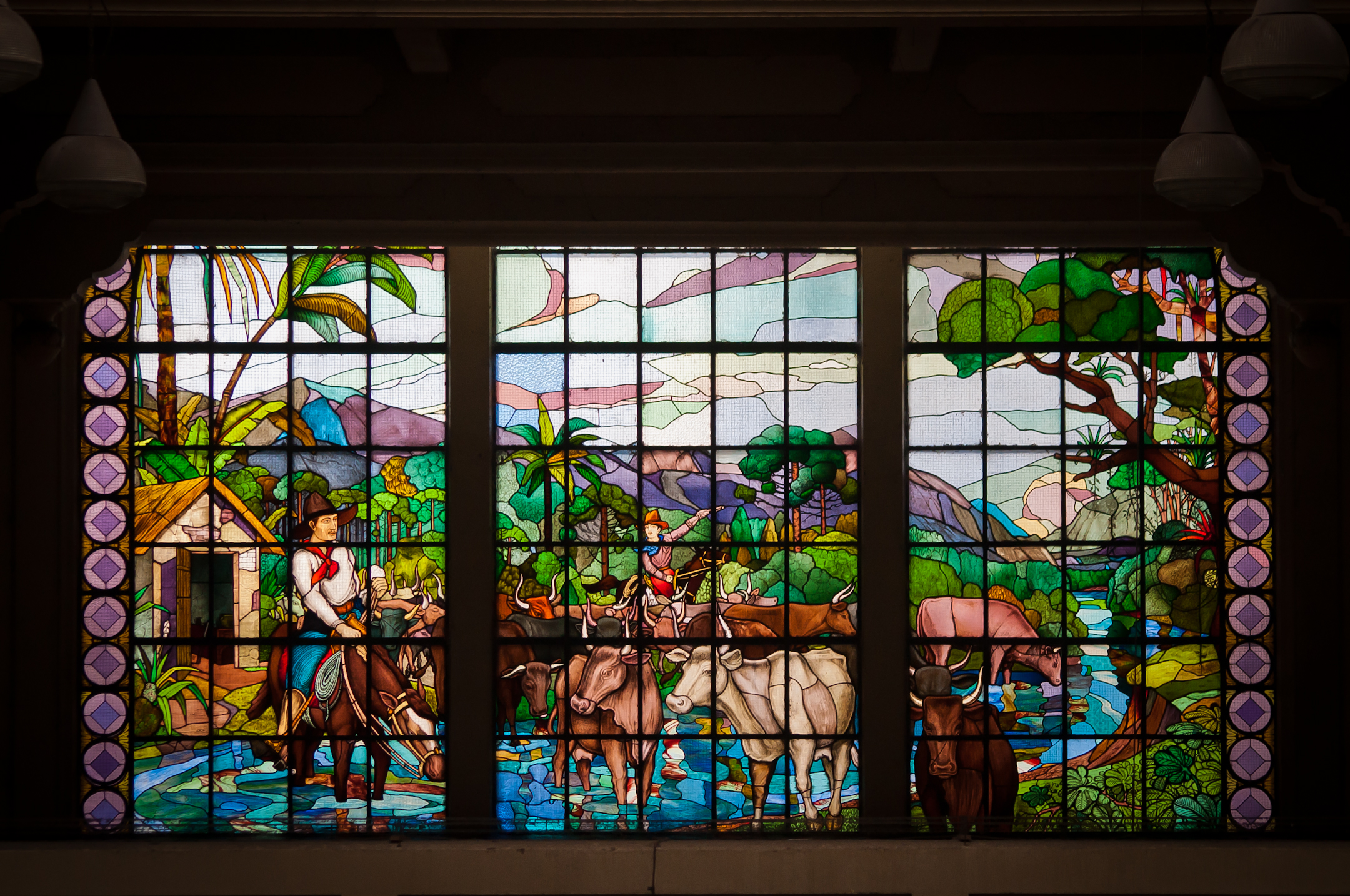
Um dos 55 vitrais do artista alemão Conrado Sorgenicht Filho

### Restauro
O entreposto foi totalmente reformado em 2004. A fachada foi recuperada, os vitrais foram restaurados e foi construído um mezanino, de autoria do arquiteto Pedro Paulo de Mello Saraiva, com diversos quiosques de comes e bebes. Graças à reforma, o Mercadão é hoje um ponto de encontro dos paulistanos e visita obrigatória para turistas de todo o Brasil e de outros países.

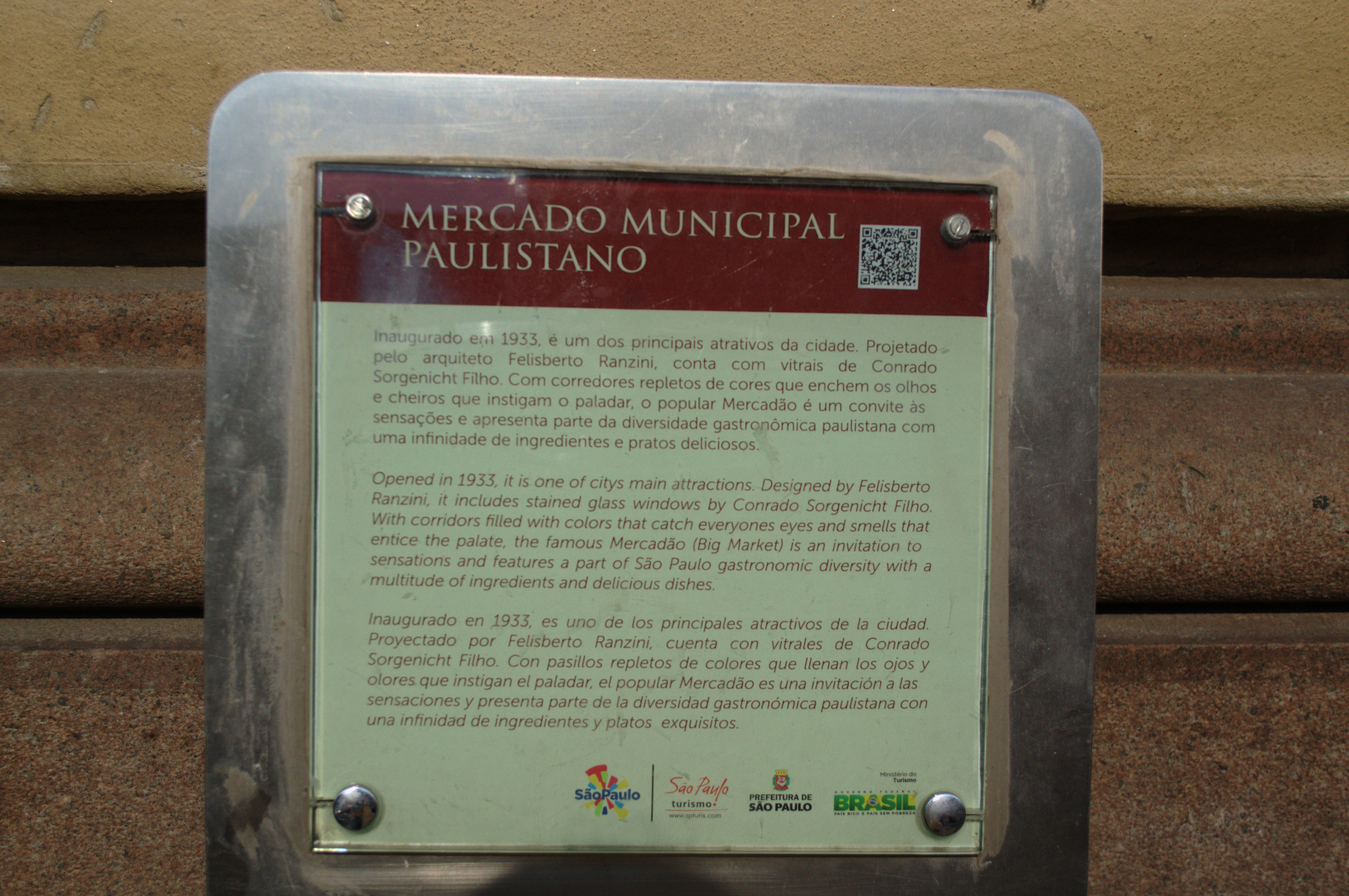
Placa com informações sobre o Mercado, na entrada do edifício.

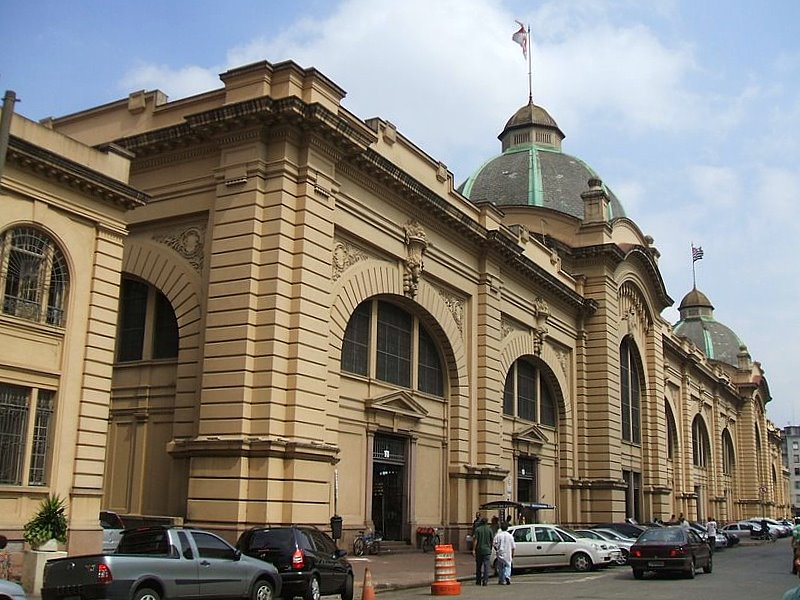
Fachada do edifício do Mercado Municipal

Em 2006, através de uma parceria com a iniciativa privada foi criado, no mezanino, o Mercado Gourmet, uma cozinha totalmente equipada para aulas e eventos ligados à gastronomia. Shows musicais, apresentações teatrais, feiras de artesanato e eventos diversos também têm sido constantes nas dependências do Mercado Paulistano, atraindo os mais variados públicos.
Sobre o nascimento do ícone do Mercadão, o sanduíche de mortadela. Em 1933, o mesmo ano de inauguração do mercado, foi aberto um estabelecimento criado por dois primos de descendência portuguesa. O lugar só passaria a ser conhecido por seu nome atual, Bar do Mané, na década de 70, quando foi assumido por Manoel Cardoso Loureiro, filho de um dos fundadores. Atualmente administrado pela terceira e quarta gerações da família, oferece um saboroso bolinho de bacalhau. Mas não é por essa iguaria que o lugar é conhecido. Reza a lenda que, nos anos 60, durante uma brincadeira entre os funcionários, surgiu um sanduíche com recheio exagerado de mortadela. O lanche excepcional despertou a curiosidade, agradou à clientela e, nos anos seguintes, passou a ser copiado por muitos outros bares e lanchonetes da capital. Nascia assim um mito da gastronomia paulistana.

## Gastronomia
Além de sua importância histórica, o "Mercadão" também possui uma enorme importância na gastronomia tradicional da cidade de São Paulo, possuindo grandes variedades de lanches, aperitivos, frutas entre outros. A refeição mais popular do "Mercadão" é o tradicional lanche de mortadela, como também o bolinho e o pastel de bacalhau, além de uma variedade de amendoins, frutas (cristalizadas ou não), queijos e presuntos.

## Características arquitetônicas
O Mercado Municipal segue o modelo utilizado pelo Mercado Central de Berlim - um prédio coberto e dotado de torreões laterais. A influência germânica se manifesta também na planta modulada do edifício, que foi executada na Alemanha, tendo Ranzini se dedicado à composição dos alçados. O edifício paulistano apresenta uma construção de estrutura de concreto e alvenaria de tijolos. O prédio de estilo neoclássico com tempero gótico impressiona pela beleza dos 55 vitrais, que mostram vários aspectos da produção de alimentos. Os vitrais são de autoria do artista alemão Conrado Sorgenicht Filho - famoso pelo trabalho realizado na Catedral da Sé e em outras 300 igrejas brasileiras - e mostram vários aspectos da produção de alimentos. A iluminação natural é garantida pelas claraboias a fim de encher o espaço do mercado de cores vivas. Sua localização foi estratégica, prevendo a ligação das ferrovias com os bondes da época; e também próxima ao Rio Tamanduateí.

### Exterior

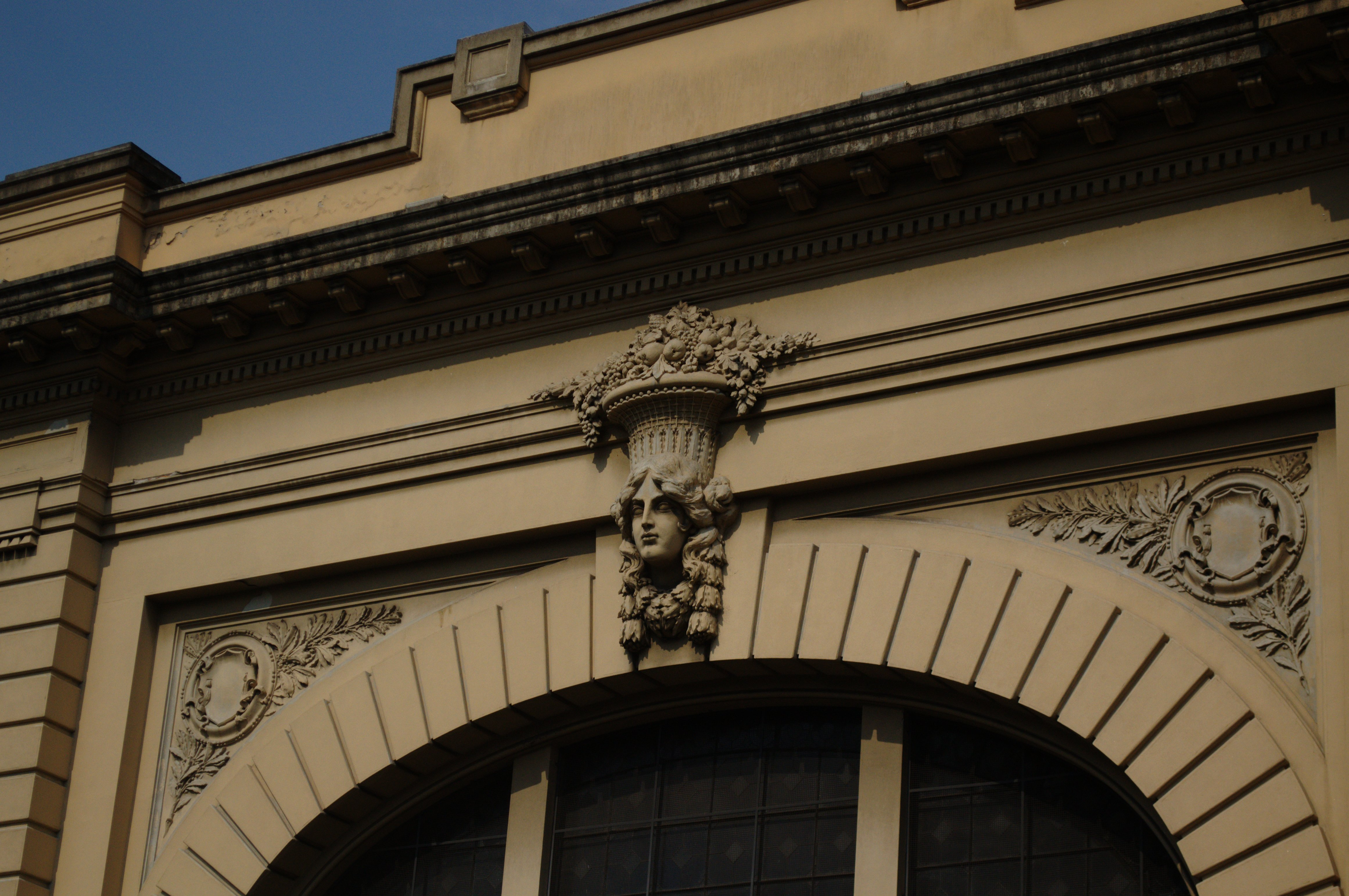
Detalhe da deusa Ceres

Apesar de apresentar estrutura que beira o racionalismo, na qual os delgados pilares e as lajes porticadas de concreto armado criam grandes vãos, o edifício principal apresenta uma vestimenta externa caracterizada por ornamentação eclética. De argamassa pintada e marcada por relevos, as fachadas são compostas por módulos. De maneira geral, pode-se dizer que os módulos que compõem o corpo central apresentam muretas que limitam um terraço e outros espaços arquitetônicos, além de um grande arco, com fecho de máscara representando a Deusa Ceres, enfeitada por ramos de café e por cornucópia repleta de frutas. Os vitrais apresentam diversas tipologias.[carece de fontes?]
Os módulos mais altos, chamados de torres, possuem um grande arco pleno com o Brasão de Armas do Município de São Paulo no lugar do fecho; dos quatro módulos de torres, dois deles, voltados para a Rua da Cantareira, apresentam cúpula de tambor com revestimento de cobre. As construções laterais, destinadas originalmente à administração e restaurante, seguem as características ecléticas do edifício principal, apresentando, no entanto, ornamentação simplificada.

### Interior

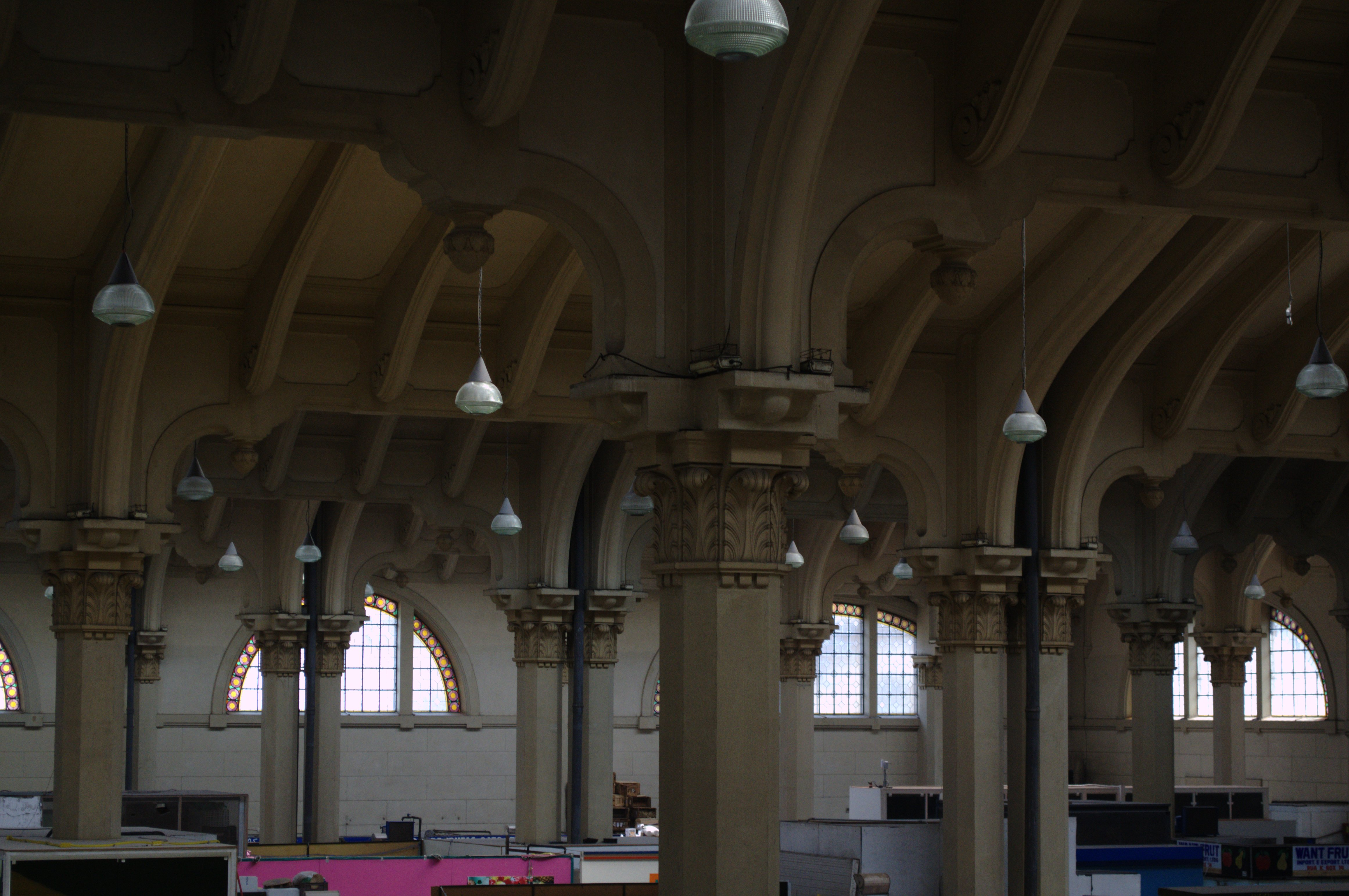
Interior do mercado, detalhe das pilastras

Os pilares ostentam como ornamentação, folhas de acanto. Algumas das paredes internas são revestidas até meia altura por azulejos provenientes da Bélgica e da Alemanha. O novo mezanino em estrutura metálica apresenta guarda-corpo tubular com vedação de vidro laminado liso incolor, assim como suas escadas e elevadores de acesso. O piso térreo é composto por piso elevado com placas de granito entre as bancas e, nas áreas adjacentes, de ladrilho hidráulico do tipo ‘9 dados’. O piso do mezanino é composto por réguas de madeira e trechos de vidro laminado translúcido. Os novos sanitários e as áreas de apoio aos restaurantes e lanchonetes apresentam paredes com revestimento cerâmico e piso de granito.

## Significado

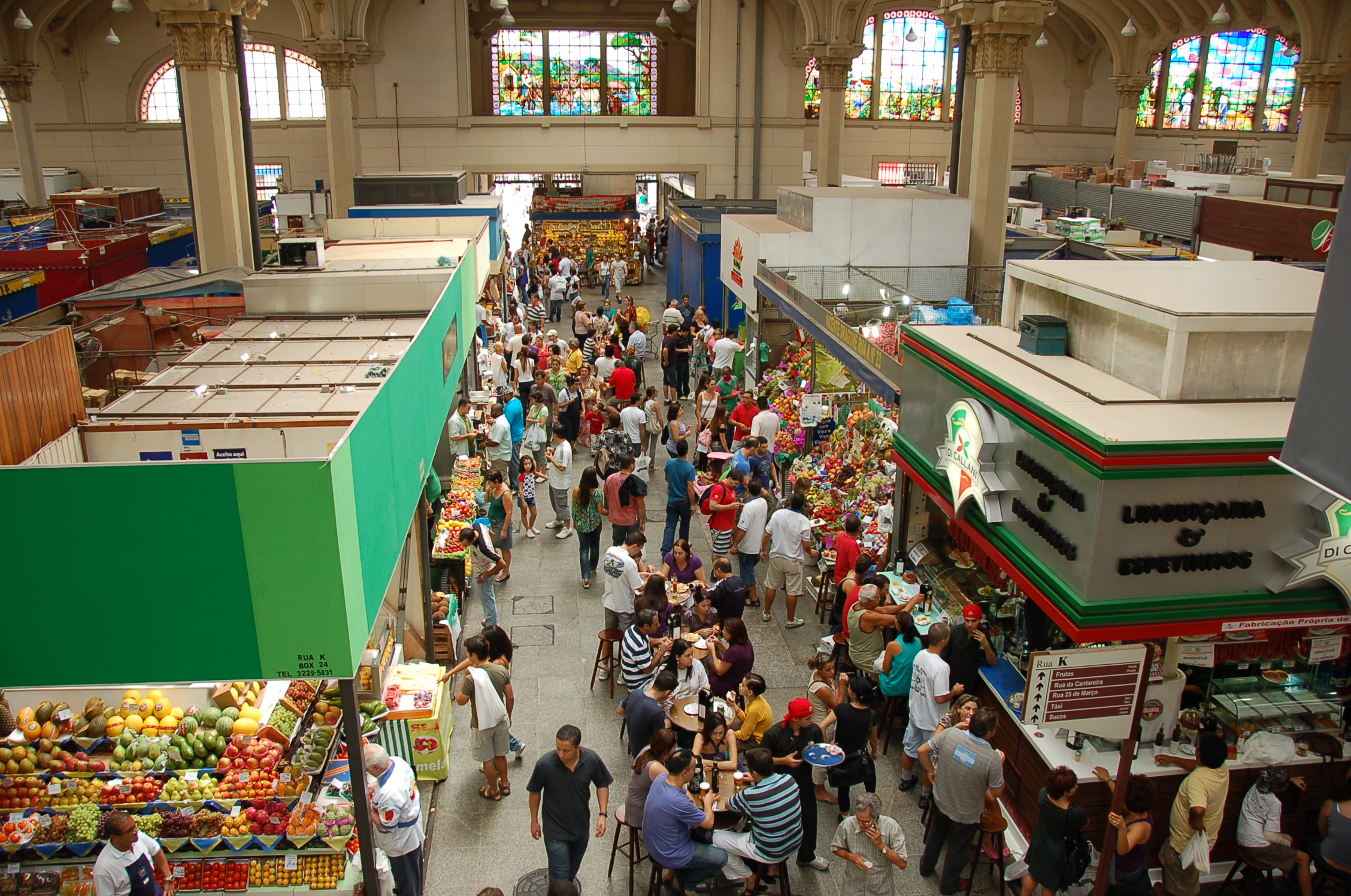
Interior do mercado

Após o final da Segunda Guerra Mundial, com a economia brasileira aquecida, o mercado tornou-se o principal entreposto de alimentos. Entretanto, na década de 60, com a criação do Ceasa (Centro de Abastecimento de São Paulo), o comércio do mercado declinou brutalmente e esse fato, combinado com o entorno tomado pela falta de segurança e de higiene, contribuíram sobremaneira, chegando a ser cogitada a sua demolição. O prédio não foi demolido, graças aos proprietários dos boxes, feirantes e simpatizantes, que lutaram por sua preservação. Para isso, inscreveram o prédio no Conselho de Defesa do Patrimônio Histórico, Arqueológico, Artístico e Turístico do Estado (Condephaat), conseguindo recursos para restaurá-lo. Nas décadas de 1970 e 80, o local passou por duas pequenas reformas.

### Tombamento
O motivo do tombamento do Mercado Municipal de São Paulo deu-se por se tratar de um bem cultural de interesse histórico-arquitetônico da cidade de São Paulo. Além disso, o Mercadão é um grande centro de abastecimento, e é consagrada referência e espaço de convivência e sociabilidade no centro da cidade. A edificação é representativa de um momento nos anos 1920 e 1930, em que o poder público idealizou e construiu um edifício no qual se buscou aliar a função de entreposto central da Cidade com os mais modernos conceitos de higiene e preceitos de organização funcional para este tipo de estabelecimento.
O pedido do processo de tombamento se iniciou em 1988, por Silvia Beatriz Santana Amorim, "Tendo em vista as constantes polêmicas que atualmente cercam este edifício e sua área envoltória, além do seu inegável valor histórico e arquitetônico, venho por meio deste solicitar a abertura do processo de tombamento do referido imóvel".

## Participação Olímpica
Por ser o "maior ícone gastronômico do país", o Mercado Municipal, no dia 14 de Julho de 2016, recebeu a tocha olímpica, significando ser um ponto turístico da Cidade de São Paulo. Sobre o evento ocorrido, assim como todos os locais da passagem da tocha, o Mercado Municipal teve seu privilégio de ter a organização do Comitê Olímpico do Brasil, contando com o auxílio de instituições municipais, para recepcionar os atletas e os demais participantes do eventos, contando com organizadores e turistas. A Secretaria Municipal de Cultura planejou um show com o grupo musical Demônios da Garoa na zona livre do Mercadão, que fica perto da escada rolante do Portão 11, contando com a participação dos músicos no revezamento da tocha olímpica.

## Ver Também
- Centro de São Paulo
- Condephaat
- Cidade de São Paulo

### Bibliográficas
- São Paulo (SP). Secretaria Municipal de Cultura. Departamento do Patrimônio Histórico. IGEPAC-SP: Inventário Geral do Patrimônio Ambiental, Cultural e Urbano de São Paulo. São Paulo: DPH, 2012. (Banco de dados).